# Nhà nước
Nhà nước, hiểu theo nghĩa pháp luật, là một tổ chức xã hội đặc biệt của quyền lực chính trị được giai cấp thống trị thành lập nhằm thực hiện quyền lực chính trị của mình. Nhà nước vì thế mang bản chất giai cấp. Nhà nước xuất hiện kể từ khi xã hội loài người bị phân chia thành những lực lượng giai cấp đối kháng nhau; nhà nước là bộ máy do lực lượng nắm quyền thống trị (kinh tế, chính trị, xã hội) thành lập nên nhằm mục đích điều khiển, chỉ huy toàn bộ hoạt động của xã hội trong một quốc gia do vậy nhà nước mang vai trò xã hội, trong đó chủ yếu để bảo vệ các quyền lợi của lực lượng thống trị. Nhà nước xuất hiện khi có chế độ tư hữu về tư liệu sản xuất và xuất hiện những giai cấp đối kháng nhau do vậy mà nó cần một tổ chức chính trị đứng ra để điều hòa những mâu thuẫn ấy và để quản lí xã hội.

## Bản chất

### Học thuyết Mác - Lênin
Theo quan điểm của học thuyết Mác - Lênin, nhà nước mang bản chất giai cấp. Nhà nước chỉ ra đời từ khi xã hội phân chia giai cấp. Giai cấp nào thì nhà nước đó. Do trong xã hội nguyên thủy không có phân chia giai cấp, nên trong xã hội nguyên thủy không có Nhà nước. Cho đến nay, đã có 4 kiểu Nhà nước được hình thành: Nhà nước chủ nô, Nhà nước phong kiến, Nhà nước tư sản, Nhà nước vô sản (Nhà nước xã hội chủ nghĩa).
Nhà nước được giai cấp thống trị thành lập để duy trì sự thống trị của giai cấp mình, để làm người đại diện cho giai cấp mình, bảo vệ lợi ích của giai cấp mình.
Bản chất nhà nước có hai thuộc tính: tính xã hội và tính giai cấp cùng tồn tại trong một thể thống nhất không thể tách rời và có quan hệ biện chứng với nhau.
Tính giai cấp là thuộc tính cơ bản, vốn có của bất kỳ nhà nước nào. Nhà nước ra đời trước hết phục vụ lợi ích của giai cấp thống trị; tính xã hội của nhà nước thể hiện ở chỗ nhà nước là đại diện chính thức của toàn xã hội, và ở mức độ này hay mức độ khác nhà nước thực hiện bảo vệ lợi ích cơ bản, lâu dài của quốc gia dân tộc và công dân mình.

## Đặc trưng cơ bản

### Học thuyết Mác - Lênin
Theo quan điểm của học thuyết Mác - Lênin, nhà nước có năm đặc trưng cơ bản sau đây:
- Nhà nước có quyền lực chính trị công cộng đặc biệt; có bộ máy cưỡng chế, quản lý những công việc chung của xã hội.
- Nhà nước có quyền quản lý dân cư, phân chia lãnh thổ thành các đơn vị hành chính.
- Nhà nước có chủ quyền quốc gia.
- Nhà nước có quyền xây dựng, sáng tạo pháp luật và có quyền điều chỉnh các quan hệ xã hội bằng pháp luật.
- Nhà nước có quyền ban hành các sắc thuế và thu thuế.

## Vai trò
- Ban hành pháp luật và văn bản dưới luật
- Ban hành các chính sách kinh tế vĩ mô, điều tiết, điều phối các chính sách kinh tế - xã hội;
- Đầu tư, cung cấp sản phẩm, dịch vụ xã hội cơ bản (cấp phép, kiểm dịch, kiểm định, giám sát, kiểm tra, v.v...);
- Giải quyết các vấn đề xã hội (người già, trẻ em, người tàn tật, v.v...);
- Bảo vệ môi trường, giao thông, phòng chống thiên tai, bão lụt, v.v...

## Bộ máy Nhà nước
Bộ máy nhà nước được tổ chức thành các cơ quan nhà nước để thực hiện các nhiệm vụ và chức năng Nhà nước. Có thể phân loại thành ba hệ thống cơ quan Nhà nước, đó là hệ thống các cơ quan lập pháp, cơ quan hành pháp và cơ quan tư pháp.
- Hệ thống các cơ quan lập pháp là các cơ quan quyền lực Nhà nước, bao gồm Quốc hội (hoặc Nghị viện) và các hội đồng địa phương.
- Hệ thống các cơ quan hành pháp là các cơ quan hành chính Nhà nước, bao gồm Chính phủ (hay Nội các), các Bộ và cơ quan ngang Bộ, các cơ quan trực thuộc Chính phủ, các chính quyền địa phương.
- Hệ thống các cơ quan tư pháp bao gồm các cơ quan xét xử (các hệ thống tòa án) và các cơ quan kiểm sát (ở các nước Xã hội chủ nghĩa).

Các cơ quan Nhà nước khác với các tổ chức xã hội khác là có quyền lực Nhà nước, có nhiệm vụ, chức năng Nhà nước và thẩm quyền theo quy định của pháp luật (nghĩa là chỉ được làm những việc luật cho phép), có hình thức hoạt động theo quy định của pháp luật.

## Hình thức
Hình thức của Nhà nước được xác định thông qua chính thể, cấu trúc lãnh thổ và chế độ chính trị.

### Hình thức theo chủ quyền
- Nhà nước độc lập;
- Nhà nước lệ thuộc.

### Hình thức chính thể

#### Theo nguyên thủ
Machiavelli (1469-1527) phân chia hình thức nhà nước theo cách thức mà người đứng đầu nhà nước (president of the state/ Staatsoberhaupt) được lập nên: Nhà nước Cộng hòa (Republik), tức người đứng đầu nhà nước qua bầu cử và Nhà nước quân chủ (Monarchie), tức người đứng đầu nhà nước qua cha truyền con nối. 
- Nhà nước quân chủ:
  - Nhà nước quân chủ tuyệt đối (absolute Monarchie): đây là hình thức Nhà nước mà quyền lực tối cao của Nhà nước tập trung hoàn toàn trong tay nhà vua (nguyên thủ quốc gia) theo nguyên tắc thế tập (truyền ngôi).
  - Nhà nước quân chủ hạn chế (konstitutionelle Monarchie): còn gọi là Nhà nước quân chủ lập hiến hay quân chủ đại nghị, quyền lực của nhà Vua bị hạn chế, nhường quyền lực cho các thiết chế khác của Nhà nước (Quốc hội, Nghị viện, Chính phủ). Hiến pháp là văn bản thể hiện sự hạn chế này.[1]
- Nhà nước cộng hòa: Trong chính thể cộng hoà, nguyên thủ quốc gia là do bầu cử. 
  - Nhà nước cộng hòa quý tộc: đây là hình thức Nhà nước trong đó các cơ quan đại diện là do tầng lớp quý tộc bầu ra.
  - Nhà nước cộng hòa dân chủ: đây là hình thức Nhà nước trong đó các cơ quan đại diện là do nhân dân bầu ra. Hình thức này lại chia làm ba loại dưới đây.
    - Nhà nước cộng hòa đại nghị: Trong Nhà nước hình thức này, nghị viện có quyền lực rất lớn và nguyên thủ quốc gia là do nghị viện bầu ra, Chính phủ do đảng nắm đa số ghế trong nghị viện thành lập và chịu trách nhiệm trước nghị viện, nghị viện có quyền bỏ phiếu tín nhiệm đối với Chính phủ. Các nước theo chế độ này: CHLB Đức (từ 1949), Áo (từ 1955), Cộng hòa Séc (từ 1993), Đông Timor (1999), Hungary (1990), Ấn Độ (1950), Italia (từ 1948), Ba Lan (1990), Bồ Đào Nha (1976), Singapore (1965), Thổ Nhĩ Kỳ (1923-2018), Cộng hòa Nam Phi (từ 1961)...
    - Nhà nước cộng hòa tổng thống: Trong Nhà nước hình thức này, nguyên thủ quốc gia (tổng thống) đứng đầu hành pháp, có rất nhiều quyền lực. Tổng thống do nhân dân bầu ra, hoặc bằng hình thức trực tiếp hoặc bằng hình thức gián tiếp (thông qua đại cử tri). Các thành viên Chính phủ do Tổng thống bổ nhiệm và chịu trách nhiệm trước Tổng thống. Các nước hiện nay theo chế độ này: Hoa Kỳ, Hàn Quốc, Thổ Nhĩ Kỳ (từ 2018), Uruguay, Brazil, Afghanistan, Colombia, Indonesia, Iran, Chile, Paraguay, Venezuela, Mexico, Nigeria, Philippines...
    - Nhà nước cộng hòa lưỡng tính (bán tổng thống): Nhà nước hình thức này mang đặc trưng của cả cộng hòa nghị viện lẫn cộng hòa tổng thống. Tổng thống do dân bầu (trực tiếp hoặc gián tiếp); Tổng thống vừa là nguyên thủ quốc gia vừa là người lãnh đạo nội các; Nội các do Thủ tướng đứng đầu, do Nghị viện thành lập, vừa chịu trách nhiệm trước Nghị viện vừa chịu trách nhiệm trước Tổng thống; Tổng thống có quyền giải tán Nghị viện. Chính thể ở Pháp, và Nga là điển hình cho loại hình cộng hoà lưỡng tính.

### Hình thức cấu trúc
- Nhà nước đơn nhất: Trong Nhà nước hình thức này, hệ thống cơ quan Nhà nước được tổ chức thống nhất từ trung ương tới địa phương, hệ thống pháp luật thống nhất, các chính quyền địa phương hoạt động trên cơ sở các quy định của chính quyền trung ương và thường được xem là cấp dưới của chính quyền trung ương. Ví dụ: Việt Nam, Pháp, Trung Quốc.
- Nhà nước liên bang: Trong Nhà nước hình thức này, ngoài hệ thống pháp luật chung của toàn quốc, mỗi địa phương có thể có pháp luật riêng; ngoài hệ thống cơ quan Nhà nước chung, mỗi địa phương có thể có hệ thống cơ quan Nhà nước riêng. Quan hệ giữa chính quyền trung ương và chính quyền địa phương là quan hệ đối đẳng. Ví dụ: Nhà nước Liên bang Nga, Nhà nước Liên bang Hoa Kỳ.
- Nhà nước liên hiệp (Hay còn gọi là nhà nước liên minh): Đây là sự liên kết tạm thời giữa các nhà nước để nhằm thực hiện một nhiệm vụ nhất định. Sau khi hoàn thành nhiệm vụ các nhà nước có thể trở thành các nhà nước đơn nhất hoặc nhà nước liên bang. Ví dụ: Tháng 10/ 1776 Hội đồng lục địa (Chính quyền tư sản liên bang) Hoa Kỳ đã ban hành các điều khoản của liên bang. Theo các điều khoản này nhà nước tư sản Mỹ là một nhà nước liên minh. Chính quyền tư sản liên bang muốn giải quyết về vấn đề gì quan trọng phải được 9/13 bang đồng ý. Tháng 5/1787 Hội nghị toàn liên bang được triệu tập đã xóa bỏ các Điều khoản liên bang, xây dựng một nhà nước liên bang và một bản Hiến pháp chung cho toàn liên bang.

### Chế độ chính trị
Chế độ chính trị của nhà nước có hai dạng: 
- Chế độ chính trị dân chủ;
- Chế độ chính trị phản dân chủ: bao gồm các hình thức Nhà nước phát xít, Nhà nước độc tài, Nhà nước chuyên chế.

### Kiểu nhà nước
- Nhà nước chủ nô
- Nhà nước phong kiến
- Nhà nước tư bản
- Nhà nước xã hội chủ nghĩa.

## Con số quốc gia
Tổng cộng có 195 nước được Liên Hợp Quốc công nhận là các quốc gia có chủ quyền. Trong đó 193 nước là thành viên của Liên Hợp Quốc cùng với Thành quốc Vatican và Nhà nước Palestine. Tòa Thánh (không phải Thành quốc Vatican) và Nhà nước Palestine được Đại Hội đồng Liên Hợp Quốc cho quyền quan sát.
Các nước không được Liên Hợp Quốc công nhận, nhưng được thiểu số các nước trên thế giới công nhận gồm:
- Abkhazia (được Nauru,[3] Nicaragua,[4] Nga, Tuvalu,[5] Vanuatu[6] và Venezuela[7] công nhận)
- Trung Hoa Dân Quốc (tức Đài Loan, được 17 nước công nhận)
- Kosovo (được 10 nhận trong đó có Đức,[8] Liechtenstein,[9] Áo[10] và Thụy Sĩ[11] công nhận).
- Cộng hòa Bắc Síp Thổ Nhĩ Kỳ (được Thổ Nhĩ Kỳ[12] công nhận)
- Cộng hòa Dân chủ Ả Rập Xarauy (được 46 nước công nhận)
- Nam Ossetia (được Nauru, Nicaragua,[4] Nga và Venezuela công nhận)